# Garcinia linii
Garcinia linii är en tvåhjärtbladig växtart som beskrevs av C.E. Chang. Garcinia linii ingår i släktet Garcinia och familjen Clusiaceae. Inga underarter finns listade i Catalogue of Life.